# Пристань (Ленинградская область)
Пристань — деревня в Ям-Тёсовском сельском поселении Лужского района Ленинградской области.

## История
Первое описание деревни относится к 1560-м годам.

ПРИСТАНЬ — деревня при озере Пристанском (пристань). Пристанского сельского общества, прихода села Успенского.
 
Крестьянских дворов — 74. Строений — 353, в том числе жилых — 59. Школа, 9 ветряных мельниц, 2 мелочные лавки, питейный дом.

Число жителей по семейным спискам 1879 г.: 190 м. п., 211 ж. п.; по приходским сведениям 1879 г.: 187 м. п., 207 ж. п.

Сборник Центрального статистического комитета описывал её так:

ПРИСТАНЬ — деревня бывшая удельная при озере Пристанском, дворов — 59, жителей — 354; часовня, школа, 2 лавки. (1885 год)

В конце XIX — начале XX века деревня административно относилась к Тёсовской волости 5-го стана 3-го земского участка Новгородского уезда Новгородской губернии.

ПРИСТАНЬ — деревня Пристанского сельского общества, дворов — 93, жилых домов — 88, число жителей: 223 м. п., 250 ж. п. 

Занятия жителей — земледелие, выпас телят. Часовня, хлебозапасный магазин, паровая мельница, ветряная мельница, 2 мелочные лавки. (1907 год)

В начале XX века близ деревни на берегу озера находились сопки.

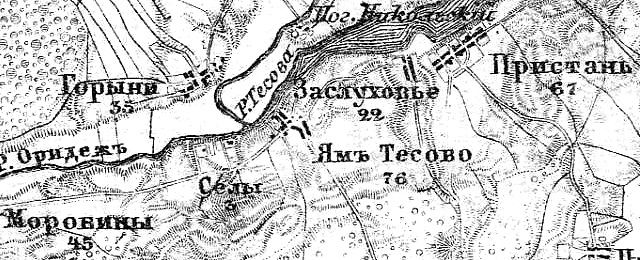
Деревня Пристань на карте 1915 года

Согласно карте из «Исторического атласа Санкт-Петербургской Губернии» 1915 года деревня Пристань насчитывала 67 крестьянских дворов.
С 1917 по 1927 год деревня Пристань входила в состав Тёсовской волости Новгородского уезда Новгородской губернии.
С 1927 года, в составе Ям-Тёсовского сельсовета Оредежского района.
С 1928 года, в составе Пристанского сельсовета. В 1928 году население деревни Пристань составляло 412 человек.
По данным 1933 года деревня Пристань являлась административным центром Пристанского сельсовета Оредежского района, в который входили 9 населённых пунктов: деревни Бережок, Выскидно, Заслуховье, Кипино, Курско, Пищи, Пристань, Селы (новосёлок), Ям Тесово, общей численностью населения 1957 человек.
По данным 1936 года в состав Пристанского сельсовета входили 8 населённых пунктов, 333 хозяйств и 7 колхозов. Административным центром сельсовета была деревня Ям-Тёсово.
C 1 августа 1941 года по 31 января 1944 года деревня находилась в оккупации.
С 1959 года, в составе Лужского района.
В 1965 году население деревни Пристань составляло 249 человек..
По данным 1966 и 1973 годов деревня Пристань также входила в состав Пристанского сельсовета Лужского района с центром в деревне Ям-Тёсово.
По данным 1990 года деревня Пристань входила в состав Ям-Тёсовского сельсовета.
По данным 1997 года в деревне Пристань Ям-Тёсовской волости проживали 87 человек, в 2002 году — также 87 человек (русские — 97 %).
В 2007 году в деревне Пристань Ям-Тёсовского СП проживали 55 человек, в 2010 году — 66, в 2013 году — 49.

## География
Деревня расположена в восточной части района на автодороге 41А-004 (Павлово — Мга — Луга).
Расстояние до административного центра поселения — 2 км.
Расстояние до ближайшей железнодорожной станции Чолово — 17 км. 
Деревня расположена на южном берегу Пристанского озера — разлива реки Тёсова.

## Демография
| 1879 | 1885 | 1909 | 1928 | 1965 | 1997 | 2007 |
| ---- | ---- | ---- | ---- | ---- | ---- | ---- |
| 394  | ↘354 | ↗473 | ↘412 | ↘249 | ↘87  | ↘55  |
| 2010 | 2013 | 2017 |      |      |      |      |
| ↗66  | ↘49  | ↘43  |      |      |      |      |

## Улицы
Центральная.